# Paracharon
Paracharon is een geslacht van zweepspinnen (Amblypygi). Het geslacht bestaat uit één soort.

## Soorten
- Paracharon caecus - Hansen, 1921